# PINK BLOOD
「PINK BLOOD」 (ピンク・ブラッド) は、2021年6月2日に配信限定シングルとしてリリースされた宇多田ヒカルの楽曲。大今良時によるマンガを原作とするNHKEテレのアニメ『不滅のあなたへ』のOPテーマに使用されている。なお、宇多田がテレビアニメシリーズの主題歌を手がけるのはデビュー以来、本楽曲が初である。

## 背景
2021年3月2日、新曲「PINK BLOOD」が翌月12日から放送がスタートするNHKEテレのアニメ「不滅のあなたへ」の主題歌に使用されることが発表された。同月15日には、同アニメのプロモーションビデオ第2弾がYouTubeにて発表され、本楽曲の一部が初めて公開となった。4月19日のテレビアニメ第2話放送後には、本楽曲が使用されているノンクレジットOP映像が特別公開され、さらに5月に入ると、ジャケット写真が発表されると同時に楽曲のリリース日が6月2日に決定したことが発表された。
ジャケット写真は、宇多田が2018年に発表したアルバム『初恋』のジャケット写真も手掛けたフォトグラファー・TAKAYが撮影した。なお、宇多田は自身のTwitterにて、タイアップの経緯について、「オファーをいただいてから (「不滅のあなたへ」の:引用者注) 原作のコミック読んだらすごく面白くて、引き受けちゃった」と明かしている。

## 制作
本楽曲は、宇多田に「不滅のあなたへ」OPテーマのオファーが届く約1年前に作られていた楽曲である。オファーが届いた頃は新型コロナウイルスのパンデミックにより、「思うように制作できる環境ではなくなって」いたため、宇多田のスタッフの提案もあり1年前に作られていた本楽曲がOPテーマ曲となった。宇多田は、「もし作者の方が良いというのであれば喜んで、ということで最後のパート『自分で選んだ椅子じゃなきゃだめ』だけ後から書き直したんです。」と話している。

## 音楽性と歌詞
本楽曲は、タイトなサウンド・プロダクションや複雑で沈み込むようなビートを特徴としたR&Bナンバーである。オルタナティブ・R&Bとも説明されている。浮遊するエレクトロサウンドや少しジャジーな雰囲気について、前前作「誰にも言わない」やアルバム『Fantome』収録の「ともだち」との類似が指摘されている。そのメロウさについてPhileWebのライター・高橋敦は、「音量を上下させるトレモロや音を左右に動かすパンニングなど、いわゆる『揺れもの』エフェクトの多用、その揺らぎによって生み出されているところも大きい」と述べている。
また「宇多田印」のコーラスパートでは、リズムを強調するような無機質で独特の譜割りとそれを強調するエディットが施されている。
楽曲の構成面では、現代のポップスらしくコンパクトにまとめた上で、その終盤に日本のポップスでいうところのサビに当たるような盛り上がりが配置されている。
歌詞の面では、「他者と自己の関係のバランスの中でなかなか自分というものに比重がいっていない傾向にあった私が、自分がそれまで依存していたものを断ち切っていって自分で自分を肯定しアイデンティティを探していく」というイメージが表現されている。またこれは宇多田にとって特別な歌詞だったといい、「『何か見えるぞ新しいものが』っていうものを感じた」と述べている。

## 評価と批評
- 音楽ジャーナリストの宇野維正は、「リリック、ボーカルのエディットをはじめとするサウンドプロダクション、終盤にようやくコーラスがくる構成、すべてのパラメーターが振り切れてる恐るべき曲」と述べた[16]。
- ピアニスト/音楽家の中村浩之は、「AメロはDr (ドラム) が4拍子、メロのウワモノが5拍子というポリリズムというだけではなく二拍三連的なbossaリズムと溶けさせてポリリズムに聴き馴染めない人にも聴きやすくしていて凄い。」とコメントした[17]。
- 作詞家のいしわたり淳治は、「朝日新聞デジタルマガジン＆[and]」の連載「いしわたり淳治のWORD HUNT」6月号での本楽曲に関する論評で、冒頭の「誰にも見せなくてもキレイなものはキレイ」のメロディーについて「ものすごく日本語をはめにくいメロディー」だとし、宇多田の「言葉のはめ方」を「簡単なようでこれはなかなか出来ることではない」と称賛[18]。またテレビ朝日系「関ジャム 完全燃SHOW」に出演した際には「2021年の年間マイベスト」第2位に本楽曲を選出した[19]。
- 英デイズド（英語版）誌のライターであるグンセリ・ヨルチンカヤは、本楽曲を「ミニマルなビートとトランス感のある虹色のスペクトルを描き出しており、メロウでかつ多感覚を刺激する、浮遊感のある音楽」と説明している[20]。

## ミュージックビデオ
2021年6月2日、楽曲の配信開始と同時に公開された。制作には、映像ディレクターの谷川英司（Creative Lab.TOKYO）と、前述のフォトグラファーのTAKAYが参加している。

### 衣装
ビデオ内で宇多田は様々な衣装を纏っている。スタイリストの山田直樹によると、宇多田の着ている白ドレスは、谷川の「近代的にも古典的にも見えるような、不変的で時代を感じないもの」という要望に応え用意されたものであり、カラヴァッジオの宗教画のような世界観を読み解き、宗教画に出てくる彫刻像をイメージして表現しているという。黒ラバーの衣装は、「画の中心から、生命の力強さ、うねりを表現したい」として用意された。植物の衣装は、「万物との共鳴、植物融合。自然に還るような世界観」を表わしており、蜘蛛の巣のようなオリジナル生地と実際の植物を10層以上にも重ねて製作されている。

## 宇多田ヒカル「PINK BLOOD」EXHIBITION
本楽曲のリリースを記念して、6月5日～18日に東京・Ginza Sony Parkにて開催されたエキシビション。会場での展示内容は以下。
- 新曲『PINK BLOOD』ミュージックビデオ視聴
- PINK BLOOD Artist Photo Booth (撮影コーナー)
- ミュージックビデオに登場する3つの衣装展示
- 撮りおろし写真パネル展示
- 撮影セット展示

### HIKARU UTADA EXHIBITION 2021 in Sony Store
2021年10月2日より全国で順次開催される予定の展覧会。上記の「PINK BLOOD」EXHIBITIONの内容を一部変更・拡大して実施される。
| 期間                | 場所                  |
| 2021年              | 2021年                |
| ------------------- | --------------------- |
| 10月2日 - 10月11日  | ソニーストア 名古屋   |
| 10月23日 - 10月31日 | ソニーストア 札幌     |
| 11月6日 - 11月15日  | ソニーストア 福岡天神 |
| 11月20日 - 11月28日 | ソニーストア 大阪     |
| 2022年              |                       |
| 1月19日 - 1月31日   | ソニーストア 銀座     |